# Dombasle-devant-Darney
Dombasle-devant-Darney är en kommun i departementet Vosges i regionen Grand Est (tidigare regionen Lorraine) i nordöstra Frankrike. Kommunen ligger i kantonen Darney som tillhör arrondissementet Épinal. År 2022 hade Dombasle-devant-Darney 77 invånare.

## Befolkningsutveckling
Antalet invånare i kommunen Dombasle-devant-Darney
| Referens: INSEE |